# История саамов
История саамов, малочисленного финно-угорского народа, живущего в Северной Европе, насчитывает по крайней мере около трёх тысячелетий.

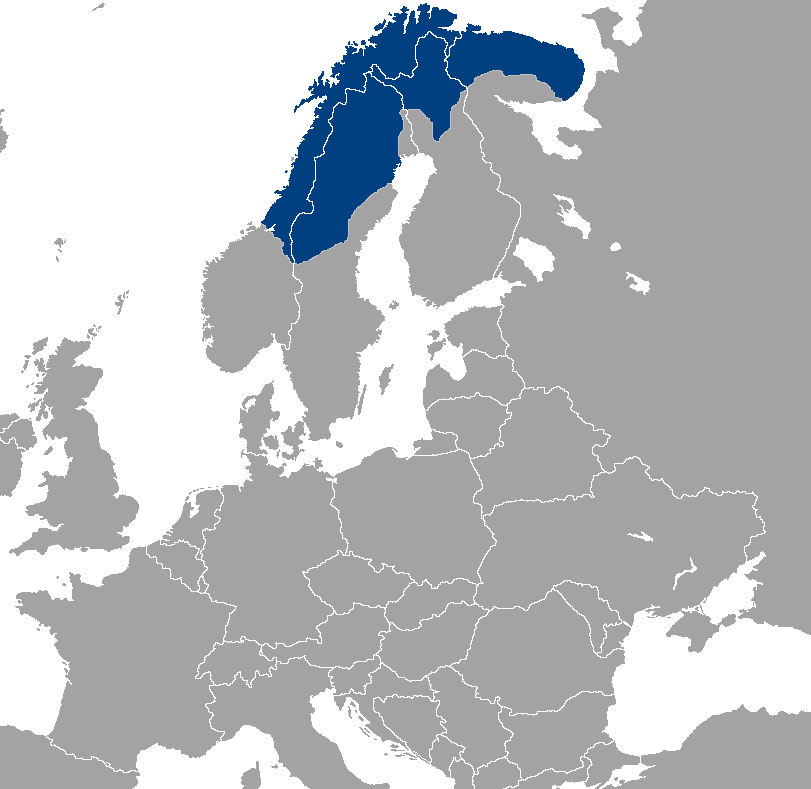
Современная территория расселения саамов

Современная территория проживания саамов простирается от Северной Норвегии и Швеции через северные области Финляндии до самого Кольского полуострова, принадлежащего России, то есть так называемая Лапландия представляет собой огромную территорию протяжённостью примерно 1500—2000 км и шириной от 200 до 400 км (общей площадью около 400 тысяч км²). Традиционные промыслы саамов — домашнее оленеводство, охота и рыболовство, в меньшей степени земледелие. В период СССР в саамских колхозах развивалось также молочное животноводство и звероводство. В настоящее время почти повсеместно саамы являются национальным меньшинством.

## Генетика
См. также: Популяционная генетика саамов
По женской линии генетические исследования последних лет выявили у современных саамов общие черты с потомками древнего населения Атлантического побережья ледникового периода — современных басков и берберов (общая субгаплогруппа митохондриальной гаплогруппы U). Таким образом, саамы происходят не только от восточно-евразийских (сибирских) популяций, но и от верхнепалеолитического населения Европы. Генофонд саамов на 90 % составлен всего лишь двумя гаплогруппами — V и U5b. Обе они являются западно-евразийскими, распространенными и в Европе, и в Юго-Западной Азии, но чаще всего они встречаются в Восточной Европе. Эти гаплогруппы были принесены на освобождающийся от ледникового покрова в начале голоцена север Скандинавии первыми поселенцами, пришедшими, вероятно, из Восточной Европы. Гаплогруппа Z, по всей видимости, была привнесена в генофонд саамов миграциями из Сибири, но удельный вес этого восточного вклада крайне мал.
Вместе с тем, по мужской линии саамы имеют гаплогруппы N (47 %), I (31 %) и R1a (11 %).

## Происхождение и древняя история
Для исследователей наибольшую загадку представляет происхождение саамов, поскольку саамский и прибалтийско-финские языки восходят к общему языку-основе, но антропологически саамы относятся к другому типу (уральский тип, лапоноидная группа), чем прибалтийско-финские народы, говорящие на языках, находящихся к ним в наиболее близком родстве, но главным образом имеющие балтийский тип. Для разрешения этого противоречия с XIX века было выдвинуто много гипотез. Саамский народ, вероятнее всего, происходит от пришедшего в земли Скандинавии в мезолитическую и ранненеолитическую эпоху (после отступления ледяного покрова по завершении последнего ледникового периода) палеоевропейского населения археологической культуры Комса, проникавшего в Восточную Карелию, Финляндию и Прибалтику начиная с IV тысячелетия до н. э., и впоследствии ассимилированного носителями финно-угорских языков, но при этом оставившего в их языках значительный палеоевропейский субстрат. Предположительно в 1500—1000-х гг. до н. э. начинается отделение протосаамов от единой общности носителей языка-основы, когда предки прибалтийских финнов под балтийским и позднее германским влиянием стали переходить к оседлому образу жизни земледельцев и скотоводов, в то время как предки саамов на территории Карелии и Финляндии ассимилировали автохтонное население Фенноскандии.
Саамский народ, по всей вероятности, образовался путём слияния многих этнических групп. На это указывают антропологические и генетически различия между живущими на различных территориях этническими группам саамов. Об этом же говорят и саамские предания, согласно которым саамский народ был образован в результатах нескольких переселенческих волн.
Саамский язык в течение нескольких тысячелетий контактировал с прибалтийско-финскими языками, в первую очередь с финским, а затем со скандинавскими и русским языками.
Из Южной Финляндии и Карелии саамы мигрировали всё дальше на север, спасаясь от распространяющейся финской и карельской колонизации и, предположительно, от обложения данью. Вслед за мигрировавшими стадами диких северных оленей предки саамов постепенно вышли к побережью Северного Ледовитого океана (это случилось не позже, чем в I тысячелетии н. э.,) и добрались до территорий своего нынешнего проживания. Одновременно они начали переходить к разведению одомашненных северных оленей (однако существенным для жизни саамов этот промысел стал только к XVI веке).
Их история в течение последних полутора тысячелетий представляет собой, с одной стороны, медленное отступление под натиском других народов, а с другой стороны, поскольку саамы не создали своего самостоятельного государства, их история является составной частью истории наций и народов, имеющих свою государственность (норвежцев, шведов, финнов, русских), в которых важная роль отводится обложению саамов данью.
Слово finoi, встречающееся у древнегреческих авторов (впервые — в 325 году до нашей эры у историка Пифея), как и слово fenni, использовавшееся древнеримскими авторами, относится именно к древнему саамскому населению, жившему на существенно более обширной территории по сравнению с нынешней территорией их обитания (южная граница страны саамов находилась в районе Ладожского озера). В своём труде «Германия» (Germania) 98 г. н. э. Тацит, говоря о народе фениев (finni), по всей видимости, описывает повседневную жизнь древних саамов и, не расточая особых похвал, изображает их весьма диким народом. В IX веке викинг Халогаланди Оттар упоминает о них в рассказе о Кольском полуострове (terjinns). В конце XII века датчанин Саксон Грамматик называет саамов искусными лучниками и лыжниками, а также магами и предсказателями.

### Средние века

Лопь на карте Ладожской земли конца X — начала XIII века (по Насонову)

Название саамов lapp появляется в шведском языке в XII в. и получено, возможно, от викингов, употреблявших его в своих поселениях в окрестностях Ладожского озера. Ранее ими использовался этноним «финны» (finn).
Принадлежность территорий, на которых проживали саамы, а также вопросы налогообложения местного населения являлись, начиная с XIII века, предметом споров между Норвегией, Россией (сначала — Новгородской республикой) и Швецией (в состав которой до 1809 года входила Финляндия).
Обложение саамов регулярной данью начинается в большей мере с IX в., когда норвежский конунг предоставил своим приближенным право собирать с саамов дань и торговать с ними. Помимо норвежцев, саамов облагали данью шведы, финны, карелы и русские. Часто бывало так, что за данью, с самого начала состоявшей из пушнины и рыбы, приходили сразу несколько сборщиков. Безжалостное обложение данью, а также продвижение на север норвежских, шведских и финских крестьян оставляло саамам всё меньше земель, пригодных для ведения привычного им образа жизни и хозяйства, они уходили на ещё не обжитые территории. Шведский король уже в середине XIV в. пообещал освободить от уплаты податей тех своих подданных, которые переселятся в Лапландию. То же самое повторилось во второй половине XVII в. при Карле XI.
Право собирать дань короли часто отдавали на откуп своим присным (в Швеции — биркарлам). В Швеции такой порядок был отменён при Густаве I Вазе, и, начиная с этого времени, налоги поступали непосредственно в государственную казну. Право собирать подати с саамов от карел сначала перешло к Новгороду, затем, с конца XV в., к Москве.
В 1251 г. новгородский князь Александр Невский заключил договор с Норвегией, позволявший как Великому Новгороду, так и Норвежскому королевству собирать фиксированную дань с лопарей (не более 5 беличьих шкурок с охотника), живших на территориях Финнмарка и Терского берега. Это двоеданничество приводило к неопределенности статуса данных земель и к периодическим столкновениям между Данией (в унии с которой была Норвегия) и русским государством в XVI—XVII веках (Лапландский спор).

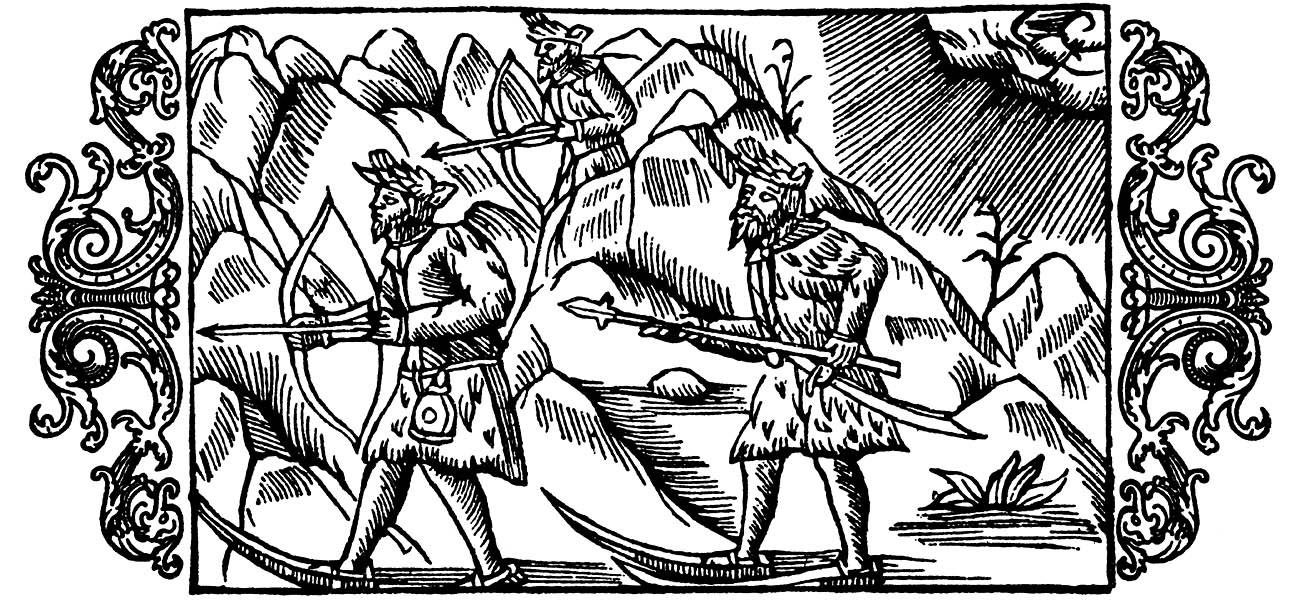
Олаус Магнус (ок. 1490—1557). Гравюра на дереве, изображающая трёх саамов в одежде из меха, едущих на лыжах; у двоих — луки со стрелами, у третьего — копьё и некое подобие сабли.
Historia de gentibus septentrionalibus, книга 4, напечатано в 1555 году

В 1602 году датский король приказал не пропускать русских данщиков в Финнмарк. Ответным шагом кольского воеводы стал аналогичный запрет пропускать датских (норвежских) данщиков на Мурман, пока король не отменит своего указа. Датский король этого не сделал, и, таким образом, с этого года 350-летнее двоеданство лопарей прекратилось. Однако лопари Нявдемского, Пазрецкого и Печенгского приграничных погостов, ежегодно выезжавшие на рыбный промысел в норвежские воды, продолжили «по старине» платить подати и тому, и другому государству.
Необходимым условием оленеводства являлось то, что саамы кочевали с места на место, перегоняя стада оленей с зимних пастбищ на летние. Практически переходу через государственные границы ничто не препятствовало. Основу саамского общества составляла общность семей (siida), которые объединялись на принципах совместного владения землёй, дававшей им средства для существования. Земли выделялась по семьям или по родам.
Обращение в православную веру началось с XI века, но сбор дани шёл гораздо успешнее, нежели распространение новой веры, так как значительное количеств саамов жило на землях, недоступных для большинства других народов. На западных окраинах их владений с XVI века начали строиться лютеранские храмы, в то время как на Кольском полуострове и близлежащих землях в XV—XVI веках основывались православные монастыри, которые закрепощали живших неподалёку саамов, а также часто присваивали лучшие места для ловли рыбы и охотничьи угодья. Православие медленно распространялось среди саамов, и даже в XIX веке среди них ещё встречались приверженцы шаманизма.

### XVIII—XX века
Саамы, ставшие подданными Русского государства, с 1764 года считались государственными крестьянами, но им вменялось в обязанность также содержать монастыри. После отмены крепостного права в 1861 году саамы часто становились жертвами торговцев и заимодавцев. Начиная со второй половины XIX в. саамов, так же как североамериканских индейцев, в целях подкупа и обмана всё чаще спаивали алкоголем.
На территориях саамов, находившихся дальше к западу, начиная с 1840-х годов всё больше сторонников приобретало пуританское движение шведского священника и учёного Ларса Леви Лестадиуса (1800—1861), которое вплоть до наших дней пользуется большой популярностью в северных странах.
В 1852 году группой саамов, выступивших с требованием запретить продажу алкоголя, в норвежском городе Кёутукейну был убит владелец лавки спиртных напитков и подожжены сама лавка, дом священника и полицейский участок. Это практически единственное в саамской истории выступление, выражавшее протест, было жестоко подавлено. Двоих бунтовщиков казнили, семеро из них умерли в заключении. В норвежской историографии это выступление известно под названием Kautokeinoopprøret («Восстание в Кёутукейну», «Бунт в Кёутукейну»).
Жившие южнее современной Лапландии саамы в XVI—XVIII вв. постепенно ассимилировались с другими народами. В середине XVIII в. в Швеции новый размах приобрело движение финских и шведских переселенцев, которое загоняло традиционный хозяйственный уклад саамов во всё более тесные рамки, ведя, среди прочих причин, ко всё большему обнищанию саамского населения. К середине XIX в. положение саамского языка в Швеции было подорвано настолько, что многие сочли излишним сохранять его и дальше. Одной из целей школьных реформ, по-видимому, было достижение шведизации, то есть шведской гегемонии, чему весьма эффективно помогало превращение шведского в язык повседневного общения. В начале XX в. официальная государственная политика изменилась, правительство больше не настаивало на насильственном проведении цивилизаторской программы, но саамское общество к тому времени уже неотвратимо шло к своему распаду.
Первая книга на саамском языке, представляющая собой карманный молитвенник, была издана в 1619 г., за ней в 1633 г. последовал катехизис. В 1755 г. вновь увидел свет Новый Завет на саамском языке, а в 1811 г. — полный текст Библии.

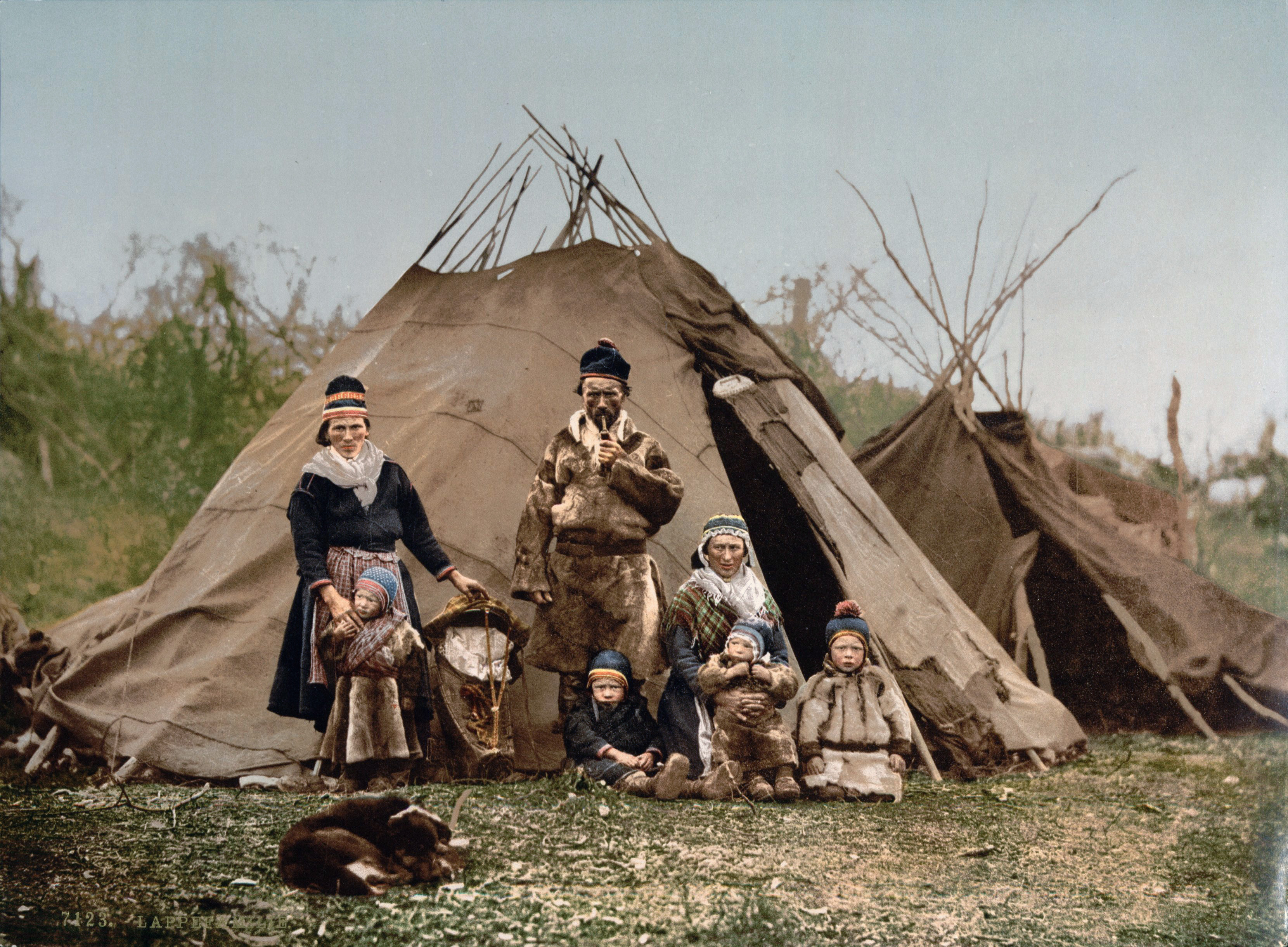
Саамская семья в Норвегии (фотография примерно 1900 года)

В Норвегии с конца XVIII в. начинает усиливаться ассимиляционная политика, которая к концу XIX в. официально ставит задачей норвегизацию — превалирование норвежского языка и культуры. Появились первые законы, открыто направленные на достижение ассимиляции. Появление большого числа новых поселений изменило межнациональные пропорции. Значительное количество норвежских посёлков было основано в первую очередь в приграничных районах. До 1905 г. была создана система учреждений, мероприятий и выработаны формы норвегизации. Например, в начале XX в. землю в собственность мог приобрести лишь тот, кто имел норвежское имя и владел норвежским языком. Меры в сфере образования, нацеленные на полную ассимиляцию саамов, действовали вплоть до окончания второй мировой войны и некоторое время после неё. По мнению Нильса Кристи, норвежского криминолога, профессора Университета Осло, «Норвегия изо всех сил старалась уничтожить народ и культуру саамов» и её политику в отношении саамов можно назвать геноцидом.

Лопари Кольского полуострова (1906)

В Финляндии также проявились различные формы финнизации, однако они не были выражены так явно, как в Швеции и Норвегии.
На Кольском полуострове, стратегическое значение которого постепенно снизилось после Северной войны (1700—1721), с 1868 г. для обеспечения безопасности границ селили русских, которым не запрещалось вести торговую и предпринимательскую деятельность. Саамам также пообещали привилегии, если они оставят свой кочевой образ жизни. Вытеснение старого хозяйственного уклада способствовало заключению смешанных браков и обрусению. С 1924 г. советская власть создавала сельсоветы и колхозы, начались репрессии в отношении объявленных кулаками крестьян, зимние пастбища у саамов отобрали, организовав взамен новые центральные усадьбы колхозов. Колоссальные территории были отданы тяжёлой промышленности и армии.
В сфере народного просвещения, тем не менее, имел место некоторый прогресс, распространялась грамотность. В 1931 году был разработан и утверждён унифицированный с алфавитами других народов Севера саамский алфавит на основе латинской графики; в 1933 и 1934 годах он был реформирован. В Мурманске готовили кадры педагогов для саамских школ, в 1933 г. обучение на саамском языке велось в 17 школах. В 1937 году был принят саамский алфавит на основе кириллицы, на нём был издан букварь, однако в этом же году издание книг на саамском языке в СССР надолго прекратилось, равно как и обучение в школах саамскому языку. Связано это было в первую очередь с репрессиями по отношению к саамам; пик этих репрессий пришёлся именно на 1937 и 1938 годы. Саамы, в частности, обвинялись в желании создать собственное государство, которое в дальнейшем присоединится к Финляндии. В период с 1930 по 1947 год на Кольском полуострове было репрессировано 118 саамов (при общей численности саамского населения менее двух тысяч человек), из них 50 человек было казнено. Одно из наиболее известных дел о репрессиях по отношению к саамскому населению — дело 1938 года о так называемом Саамском заговоре («Делу Алымова и Ko»), по которому был расстрелян известный краевед и исследователь истории саамов Василий Кондратьевич Алымов, а вместе с ним — ещё 15 человек, большей частью из саамского села Ловозеро.

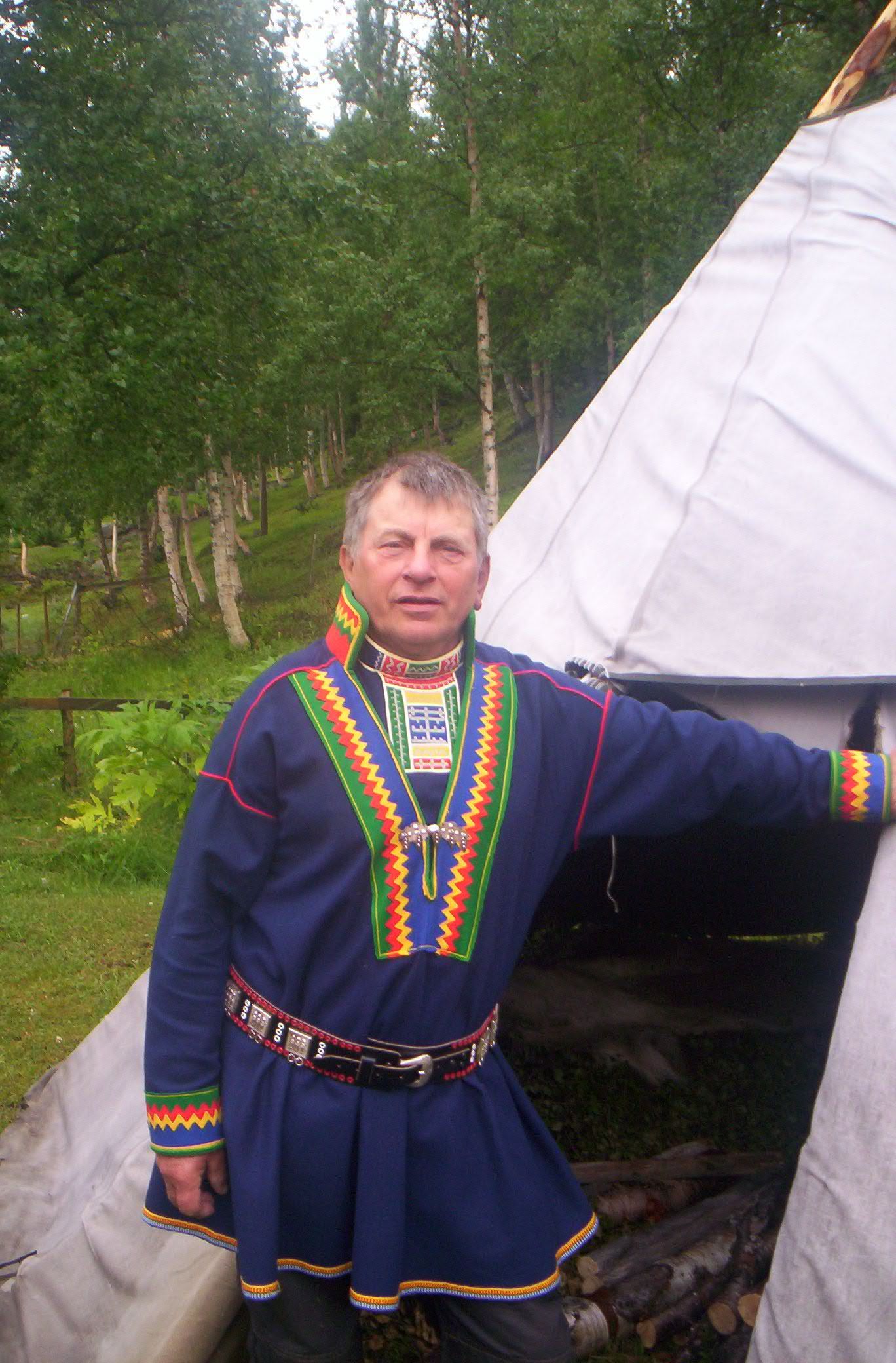
Современный представитель норвежских пите-саамов из Бейарна в традиционном саамском костюме

После второй мировой войны процесс обрусения ускорился, чему способствовали перестройка хозяйственного уклада и смена образа жизни. Среди саамов наблюдается большой процент безработицы, алкоголизм стал подлинным бедствием для народа. Промышленные отходы, кислотные дожди и тяжёлые металлы в выпадающих метеорологических осадках делают жизнь местного населения все более бесперспективной. В 1989 г. в Мурманской области проживало 1990 саамов, из которых 42,2 % говорило на родном языке. В настоящее время в расписании начальных классов осталось несколько часов саамского языка. В 1980-е гг. был возрождён созданный в 1930-х гг. литературный язык, но уже с письменностью на основе кириллицы.
В Норвегии в начале XX в. появились первые организации саамов, которые боролись против дискриминационного земельного законодательства и политики норвегизации.
Осенью 1944 г. в рамках советско-финского договора о прекращении боевых действий финны атаковали отступавшие немецкие войска, которые в отместку сожгли почти всю Лапландию. Одновременно православные саамы Кольского полуострова (колтты, или скольтские саамы) переселились в Финляндию, так как не хотели становиться подданными СССР после изменения послевоенных границ.
После второй мировой войны в Финляндии и обеих скандинавских странах положение саамов улучшилось, и, параллельно с этим, главным образом начиная с 1960-х гг., возросло национальное самосознание саамов. В 1950—1951 гг. в Норвегии и Швеции был создан единый саамский литературный язык.
С 1953 г. в Финляндии и странах Скандинавии проводятся многочисленные конференции, а в 1956 г. создан Союз Саамов из 15 членов, в который с 1992 г. входят также представители России. Законом Финляндии от 9 ноября 1973 года был учреждён представительный орган саамов, Саамский парламент Финляндии, который стал первым политическим органом саамов в мире. Вскоре саамские парламенты появились в Норвегии и Швеции. В 1974 г. был основан Саамский институт. В 1990-х и 2000-х годах появились законодательные акты в Норвегии и Швеции, которые в определённой степени придают саамскому языку статус государственного. В последние десятилетия улучшилось и положение школьного обучения на саамском языке. Выходят саамские газеты, журналы, книги, имеются радио- и телепередачи. С 1976 г. саамы являются членами Всемирного совета коренных народов (WCIP).